# De Havilland Firestreak
de Havilland Firestreak var en brittisk jaktrobot med infraröd målsökare som utvecklades av de Havilland i början av 1950-talet. Den hade begränsad räckvidd och kunde bara finna sitt mål om det avfyrades bakifrån så att målsökaren kunde urskilja de heta avgaserna från en jetmotor. Den ersattes under 1960-talet av Red Top.

## Utveckling
Firestreak började utvecklas 1951 som en spinn-off av de Havillands tidigare, mer ambitiösa men misslyckade robotprojekt. Projektet fick namnet Blue Jay. Den första provskjutningen genomfördes 1955 och roboten togs i tjänst i Royal Air Force 1957 och i Fleet Air Arm 1958.
Förutom den första versionen Mk.1 togs ytterligare versioner fram efter hand. Dels Mk.2 som fick en ny motor med mindre giftigt bränsle, dels Mk.3 som var avsedd för raktedrivna jaktflygplan. Mk.4 fick en ny intern layout med sprängladdningen bakom målsökaren och en ny, känsligare målsökare som även kunde urskilja mål från andra vinklar än bakifrån. Den versionen skiljde sig såpass mycket från sina föregångare att den lanserades som en helt ny robot; Red Top.

## Konstruktion

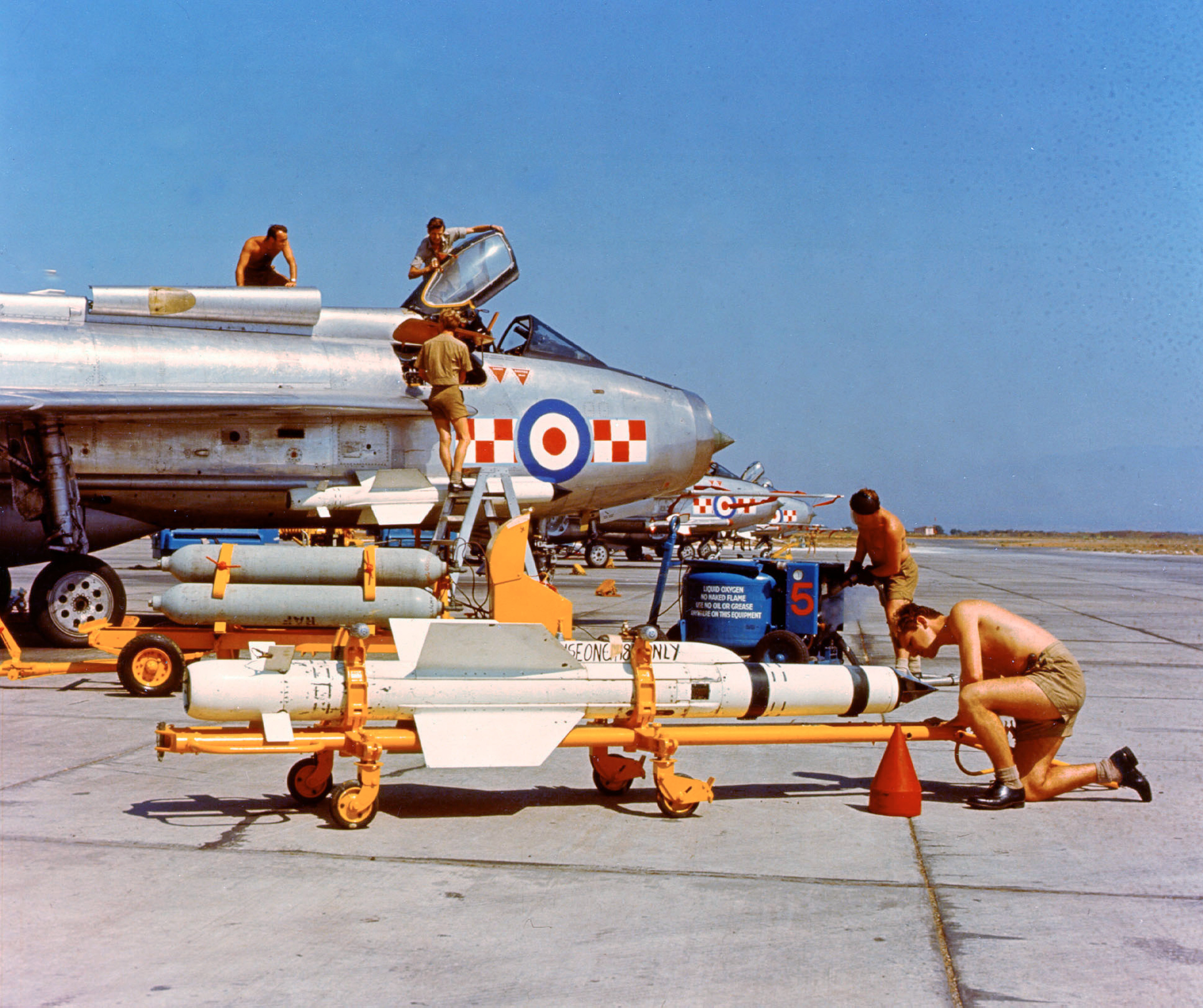
Firestreak-robotar lastas på Lightnings från No.56 Squadron under en övning på Akrotiri, Cypern. På bilden ses även tryckflaskor med kylmedel för målsökarna.

Roboten hade en till det yttre konventionell layout med rektangulära styrfenor monterade runt raketmotorn längst bak, deltaformade vingar strax bakom mitten och målsökaren längst fram. Internt var konstruktionen mer komplicerad. Sprängladdningen satt längst bak runt raketmotorn och styrfenorna kontrollerades av servon i främre delen av roboten via långa stänger. Servona var pneumatiska och drevs av tryckluft från en tryckflaska i robotens mitt. Målsökaren längst fram hade ett sensorelement av bly-tellur som kyldes ner till -180 °C med hjälp av ren ammoniak. Sensorfönstret var tillverkat av arseniktrisulfid och bestod av åtta fasetter formade till en spetsig pyramid. Den spetsiga noskonen gav lägre luftmotstånd och var mindre känslig för nedisning än en kupolformad noskon.